# Малый Тайдон
Малый Тайдон — река в России, протекает в Крапивинском районе Кемеровской области. Длина реки составляет 12 км.
Начинается к северу от горы Пёстрой Кузнецкого Алатау на высоте 633 метра над уровнем моря. Течёт в общем западном направлении через пихтово-берёзовый лес. Устье реки находится в 101 км по левому берегу реки Тайдон.
Основной приток — река Орловка — впадает справа.

## Данные водного реестра
По данным государственного водного реестра России относится к Верхнеобскому бассейновому округу, водохозяйственный участок реки — Томь от города Новокузнецк до города Кемерово, речной подбассейн реки — Томь. Речной бассейн реки — (Верхняя) Обь до впадения Иртыша.
Код водного объекта — 13010300312115200011166.